# Гайич, Драган
Драган Гайич (словен. Dragan Gajić; род. 21 июля 1984, Целе) — словенский гандболист, правый крайний и полусредний. В 2005—2016 годах выступал за сборную Словении.

## Карьера
Клубная

Драган Гайич выступал в словенском чемпионате по гандболу за команды Целье, Рудар Трбовлье, Целе. В 2009 году Драган Гайич стал игроком хорватского клуба Загреб, а на следующий сезон Драган Гайич вернулся в словенский клуб Целе. В 2011 году Драган Гайич также играл за словенский клуб Марибор Баник. В 2011 году Драган Гайич заключил контракт с французском клубе Монпелье, в составе которого выиграл чемпионат Франции, кубок Франции и кубок французской лиги. В 2016 году Драган Гайич стал игроком венгерского клуба Веспрем.

Международная

Драган Гайич провёл за сборную Словении 151 матчей и забил 642 гола.

## Награды
- Чемпион Словении: 2004, 2005, 2006, 2007, 2008, 2009
- Чемпион Франции: 2012
- Чемпион Хорватии: 2011
- Обладатель кубка Словении: 2004, 2006, 2007, 2010
- Обладатель кубка Хорватии: 2011
- Обладатель кубка Франции: 2012, 2013, 2016
- Обладатель кубка французской лиги: 2012, 2014, 2016
- Лучший бомбардир чемпионата мира 2015 года

## Статистика
| Сезон     | Клуб     | Лига           | Матчи | Голы | 7-метр | Голы |
| --------- | -------- | -------------- | ----- | ---- | ------ | ---- |
| 2011/12   | Монпелье | LNH Division 1 | 23    | 143  | 18     | 125  |
| 2012/13   | Монпелье | LNH Division 1 | 17    | 107  | 31     | 76   |
| 2013/14   | Монпелье | LNH Division 1 | 26    | 192  | 68     | 124  |
| 2014/15   | Монпелье | LNH Division 1 | 26    | 164  | 62     | 102  |
| 2015/16   | Монпелье | LNH Division 1 | 22    | 130  | 37     | 93   |
| 2011-2016 | Итого    | LNH Division 1 | 114   | 736  | 216    | 520  |